# Igarapé Maici
Igarapé Maici är en flod i Brasilien. som är belägen i den centrala delen av landet, 1 800 km nordväst om huvudstaden Brasília.
I omgivningen kring Igarapé Maici växer i huvudsak städsegrön lövskog och den är nära nog obefolkad, med mindre än två invånare per kvadratkilometer.